# Cerro Piyiztaco
El Cerro Piyiztaco es una formación de montaña, ubicada en el extremo este de la serranía del Perijá, Zulia, Venezuela. A una altitud promedio entre 1.825 m s. n. m. y 2.080 m s. n. m. el Cerro Piyiztaco es una de las montañas de mayor elevación en Zulia.

## Ubicación
El Cerro Piyiztaco se ubica en un privilegiado sistema montañoso al este de la Serranía del Perijá, que es el ramal más norte de la Cordillera de los Andes. Hacia el sur se ubican las comunidades indígenas Conogapa y Yayi.

## Topografía
Las características topográficas del Cerro Piyiztaco son clásicas de las filas y montañas del Perijá con una elevación larga y estrecha y los lados empinados. La vegetación se caracteriza por la mezcla de bosques caducos montañosos y selva nublada, selva nublada de transición y bosque de galería que acaban en el ecotono tropófilo, cardonal, y bosques semidesiduos que sustituyen los antiguos bosques secos destruidos por el hombre, principalmente por la quema de los cerros. 
El Cerro Piyiztaco está en muy cercana proximidad al contacto humano por su gran adyacencia a las comunidades al este del Perijá. Ello hace que se clasifique esta región como extrema suscestibilidad, donde la frecuencia de incendio es de una vez por año. Estas son áreas de máxima prioridad que requieren la mayor vigilancia y prevención, ya que el no control ocasionaría la intervención de las zonas vitales de la hidrología, fauna y bosque del parque nacional Henri Pittier.